# Berziti
Berziti ali Verziti  (grško starogrško Βερζήτες, Verzítes,  makedonsko Берзити, Berziti) so bili južnoslovansko pleme na ozemlju regije Makedonije.

## Zgodovina
Berziti so kot Verzeti ali Velegezeti prvič omenjeni v Čudežih svetega Dimitrija v povezavi z obleganjem Soluna. V tem času so živeli na ozemlju Makedonije in Kosova. Leta 799 je slovanski knez Akamir skupaj s Heleni organiziral zaroto proti bizantinski cesarici Ireni. Akamir je bil neodvisen slovanski plemič iz Verzetije v sedanji Tesaliji. Prisotnost slovanskega plemstva s Tesaliji potrjujejo arheološke najdbe iz 7.-9. stoletja in krajevna imena.

## Poreklo
Berziti so pripadali južnoslovanski skupini Sklavinov. Bili so eno od osmih plemen, ki so se naselila na ozemlju Makedonije (Berziti, Smoljani, Strumljani, Dragoviti, Sagudati, Rinhini, Velegeziti in Veniti). Bavarski geograf Bavarus iz 9. stoletja omenja Berzite/Verzite, ki so bili naseljeni v sedanji vzhodni Nemčiji, zahodni Češki in jugozahodni Poljski, točneje na ozemlju med mesti Bautzen – Erfurt – Praga – Krakov. V 9. stoletju so v srednji Evropi še vedno obstajali kot posebna etnična skupina in posedovali deset mest (Verizane ciuitates X). 

## Berziti v Makedoniji
Berziti so v 7. stoletju skupaj z domorodnim makedonskim prebivalstvom  ustanovili kneževino Sklavinijo. Zgodovinar Teofan Spovednik  omenja, da so Berziti kot vazali plačevali davke najprej Bizantinskemu cesarstvu in od 9. stoletja Bolgariji.